# Košice-okolie (distrito)
O Distrito de Košice-okolie (eslovaco: Okres Košice-okolie) é uma unidade administrativa da Eslováquia Oriental, situado na região de Košice, com 106.999 habitantes (em 2001) e uma superfície de 1.533 km².

## Demografia
| Ano:        | 1994    | 2004    | 2014    | 2024    |
| ----------- | ------- | ------- | ------- | ------- |
| Broj ljudi: | 101 315 | 110 221 | 123 377 | 133 321 |
| Razlika:    |         | +8,79%  | +11,93% | +8,05%  |

| Ano:               | 2023    | 2024    |
| ------------------ | ------- | ------- |
| Número de pessoas: | 131 955 | 133 321 |
| Diferença:         |         | +1,03%  |

## Cidades
- Medzev
- Moldava nad Bodvou

## Municípios
- Bačkovík
- Baška
- Belža
- Beniakovce
- Bidovce
- Blažice
- Bočiar
- Bohdanovce
- Boliarov
- Budimír
- Bukovec
- Bunetice
- Buzica
- Cestice
- Čakanovce
- Čaňa
- Čečejovce
- Čižatice
- Debraď
- Drienovec
- Družstevná pri Hornáde
- Dvorníky-Včeláre
- Ďurďošík
- Ďurkov
- Geča
- Gyňov
- Hačava
- Háj
- Haniska
- Herľany
- Hodkovce
- Hosťovce
- Hrašovík
- Hýľov
- Chorváty
- Chrastné
- Janík
- Jasov
- Kalša
- Kecerovce
- Kecerovský Lipovec
- Kechnec
- Kokšov-Bakša
- Komárovce
- Košická Belá
- Košická Polianka
- Košické Oľšany
- Košický Klečenov
- Kráľovce
- Kysak
- Malá Ida
- Malá Lodina
- Milhosť
- Mokrance
- Mudrovce
- Nižná Hutka
- Nižná Kamenica
- Nižná Myšľa
- Nižný Čaj
- Nižný Klátov
- Nižný Lánec
- Nová Polhora
- Nováčany
- Nový Salaš
- Obišovce
- Olšovany
- Opátka
- Opiná
- Paňovce
- Peder
- Perín-Chym
- Ploské
- Poproč
- Rákoš
- Rankovce
- Rešica
- Rozhanovce
- Rudník
- Ruskov
- Sady nad Torysou
- Seňa
- Skároš
- Slančík
- Slanec
- Slanská Huta
- Slanské Nové Mesto
- Sokoľ
- Sokoľany
- Svinica
- Šemša
- Štós
- Trebejov
- Trstené pri Hornáde
- Trsťany
- Turnianska Nová Ves
- Turňa nad Bodvou
- Vajkovce
- Valaliky
- Veľká Ida
- Veľká Lodina
- Vtáčkovce
- Vyšná Hutka
- Vyšná Kamenica
- Vyšná Myšľa
- Vyšný Čaj
- Vyšný Klátov
- Zádiel
- Zlatá Idka
- Žarnov
- Ždaňa